# Stratonice (épouse d'Antigone le Borgne)
Pour les articles homonymes, voir Stratonice.
Titre
Reine d'Asie
306 av. J.-C. – 301 av. J.-C.
Stratonice (en grec ancien : Στρατoνίκη / Stratoníkê), née au milieu du IVe siècle av. J.-C. et morte après 297 av. J.-C., est une princesse macédonienne devenue reine, appartenant à la dynastie des Antigonides.
Elle est l'épouse d'Antigone le Borgne, depuis vers 340 av. J.-C., et la mère de Démétrios Ier Poliorcète et d'un second fils nommé Philippe. 

## Biographie

### Origines
D'après Plutarque, Stratonice serait la fille du « roi » Korragos, un aristocrate probablement originaire de Lyncestide ou d'Orestide, et serait de ce fait apparentée aux premiers Argéades. L'auteur rapporte également qu'elle aurait eu une relation avec un frère d'Antigone, dénommé Démétrios, et donc que la paternité de Démétrios Poliorcète serait controversée. Cependant ces deux assertions sont considérées comme non fiables, d'autant plus qu'elles n'ont pas été mentionnées par d'autres historiens antiques. 

### Rôle auprès d'Antigone
Stratonice semble avoir joué un rôle important auprès de son époux comme nombre de princesses macédoniennes. Durant les conquêtes d'Alexandre, elle réside auprès d'Antigone à Kelainai dans sa Satrapie de Grande-Phrygie. En 321 av. J.-C., elle suit, avec ses enfants, son époux en Macédoine afin de fuir Perdiccas. Vers 317-316, alors qu'Antigone est occupé à combattre Eumène de Cardia, elle mène le siège contre les anciens partisans de Perdiccas, dirigés par Attale, qui se sont emparés de la forteresse de Phrygie dans laquelle ils ont été retenus. Après plus d'un an de siège, elle fait prendre d'assaut la forteresse.

### Rôle après la mort d'Antigone
Après la mort d'Antigone à la bataille d'Ipsos en 301 av. J.-C., Stratonice, alors en Cilicie, est emmenée par la flotte de son fils Démétrios à Salamine de Chypre. Mais en 297 Ptolémée Ier fait la conquête de l'île et capture Stratonice ainsi que sa belle-fille Phila. Ptolémée se montre néanmoins magnanime et les renvoie en Grèce auprès de Démétrios. Après ces événements, les sources ne la mentionnent plus.

## Famille

### Mariage et enfants
De son mariage avec Antigone le Borgne en 340 av. J.-C. naissent :
- Démétrios Poliorcète ;
- Philippe.

### Sources
- Diodore de Sicile, Bibliothèque historique [détail des éditions] [lire en ligne], XIX, XXI.
- Plutarque, Vies parallèles [détail des éditions] [lire en ligne], Démétrios.